# کرایشتال
شهر کرایشتال (به آلمانی: Kraichtal) در ایالت بادن-وورتمبرگ در کشور آلمان واقع شده‌است.